# Cahors rugby
Il Cahors rugby è un club francese di rugby XV di Cahors (Lot).
Nella stagione 2009-10 milita nel campionato di terza divisione francese Fédérale 1.

## Storia
Il nucleo di quello che oggi è noto come Cahors rugby nacque nel 1908 a opera di un farmacista, Paul Orliac.
Questi diede vita a un club sportivo che, il 26 ottobre 1910, assunse la denominazione di Stade Cadurcien.
L'esordio in campionato avvenne nel 1912, in terza serie nazionale, e la squadra andò avanti tra alterne fortune finché la Grande Guerra fermò tutte le attività, comprese quelle sportive.
Solo nel 1919 si poté ricostruire una squadra, per iniziativa di un giornalista, Julien Lacoste, del Vieux Sportif: a seguito di ciò, nel gennaio 1920, l’Aviron Carducien, club di canottaggio, aprì una sezione di rugby XV che assorbì l'eredità sportiva dello Stade Carducien; la nuova squadra disputò il suo primo incontro di campionato nell'aprile successivo.
Si dovette attendere fino al 1955 perché lo Stade Cadurcien facesse il suo ingresso in massima serie: quell'anno la squadra vinse un campionato di seconda divisione che, tra stagione regolare e playoff (dai sedicesimi fino alla finale), la vide sconfitta una sola volta.
Negli anni successivi, il derby dei Pirenei contro il Lourdes divenne talmente appassionante per entrambe le tifoserie che la storia del club racconta che persino gli accordi di Bruxelles, preliminari al Trattato di Roma (1957) istitutivo della Comunità Economica Europea, furono rinviati di 24 ore perché Maurice Faure, sottosegretario agli esteri del governo Gaillard, delegato per la Francia a presenziare ai negoziati, ma soprattutto deputato eletto nel dipartimento del Lot e grande tifoso dello Stade Carducien, era invece allo stadio Lucien Desprats di Cahors per presenziare all'incontro tra le due squadre.
Quello a cavallo tra gli anni cinquanta e sessanta fu il decennio più ricco di soddisfazioni per il club: vincitore del Challenge de l'Espérance nel 1959, giunse due volte consecutive ai quarti di finale del campionato di prima divisione, nel 1962 e nel 1963; giunse ancora agli ottavi nel 1969, ma nel 1971, dopo 15 anni di militanza in massima serie, retrocesse in seconda divisione, per tornarvi nel 1974 e riproporsi a buon livello nella stagione successiva, arrivando fino ai sedicesimi di finale per il titolo francese.
Nel 1977, infine, retrocesse nuovamente e a tutt'oggi non ha più fatto ritorno in prima divisione.
Negli anni successivi il club tornò a militare nelle serie inferiori, giungendo nel 1993 fino alla finale del campionato di seconda divisione e mancando di poco il ritorno in massima categoria.
Attualmente il club, che ha assunto la ragione societaria di Cahors rugby, mantenendo l'acronimo SC nel suo stemma, milita in terza divisione nazionale, nel campionato noto come Fédérale 1.

## Colori sociali

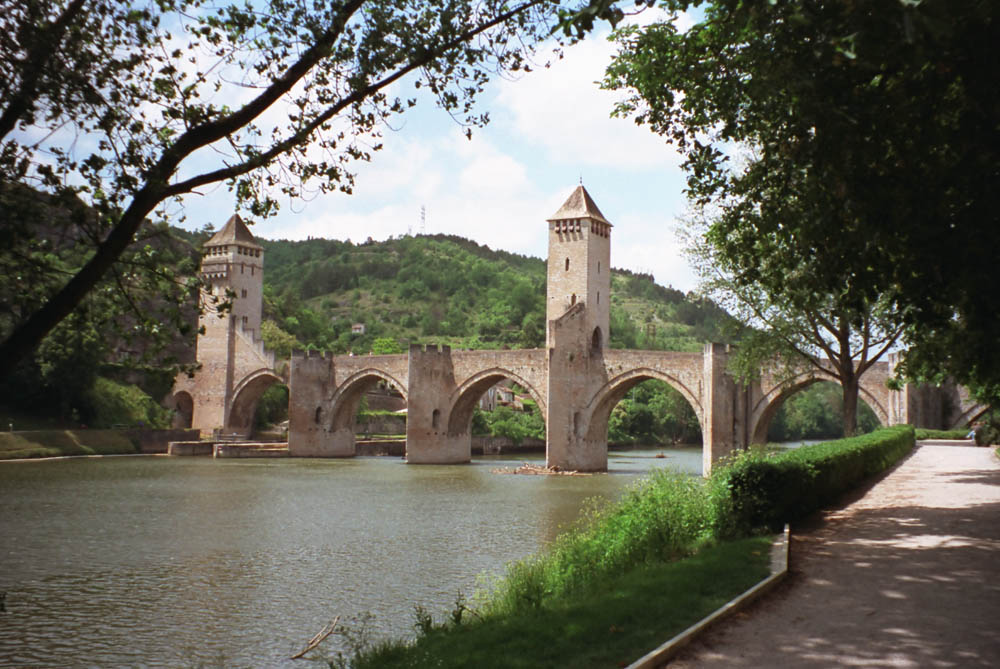
Pont Valentrè a Cahors

I colori sociali del club sono il bianco, il blu e il celeste, che si ritrovano anche nel disegno del logo societario.
Le maglie di gioco sono a strisce orizzontali bianco-celesti, che richiamano la foggia di altre formazioni sia francesi, come il Racing Métro 92 o il Bayonne, che internazionali, come per esempio l'uniforme dell'Argentina.
I pantaloncini sono blu scuro e i calzettoni bianchi, talora anch'essi a strisce celesti orizzontali.
La seconda tenuta è completamente blu scuro; rispetto alla prima tenuta i calzettoni sono invariati.
Il simbolo del club riprende, in maniera stilizzata e più variopinta (in blu, celeste e bianco), un ponte con cinque torri di vedetta che già compare sullo stemma civico di Cahors.
Benché il ponte più famoso di tale città sia Pont Valentrè, sul Lot, lo stemma non fa riferimento ad esso, che ha solo tre torri: è verosimile altresì che si riferisse all'antico Ponte Vecchio (o Notre-Dame), all'estremità meridionale dell'ansa del Lot, abbattuto nel 1868 e del quale è tuttora possibile vedere i piloni durante il periodo di secca, che aveva in effetti cinque torri sulle sue campate.

## Lo stadio
Il terreno di gioco è intitolato a Lucien Desprats (Jean-Marie Lucien Desprats, 1889-1916).
Questi, originario di Cahors, era un tesserato dell'Aviron Cadurcien e si dedicò a vari sport, tra cui il rugby.
Chiamato in guerra nel 1915 e fatto sergente di fanteria l'anno successivo, morì in battaglia a Béthincourt, vicino al confine belga.
Dopo la fine della Grande Guerra, a seguito della fusione delle varie attività rugbistiche cittadine nella nascenda sezione di rugby XV dell'Aviron Carducien, si decise di dare un nome all'impianto utilizzato dal club, e la scelta cadde su Desprats.
L'impianto sorge in Rue de la Rivière, di fronte a un antico rimessaggio di imbarcazioni fluviali, sulla riva esterna del Lot.
Benché ai tempi della militanza in prima divisione del club e delle sfide contro il Lourdes lo stadio fosse stato capace di ospitare anche 8.000 e perfino 10.000 spettatori, attualmente il Desprats, per ottemperanza agli standard di sicurezza, può ospitare 4.000 spettatori, 1.500 dei quali a sedere nella tribuna coperta centrale.

## Giocatori celebri
Nella presente sezione sono elencati quei giocatori, cresciuti o aventi militato nel Cahors, successivamente divenuti di interesse internazionale, e che hanno disputato tornei di rilevanza indiscussa quali per esempio il Cinque o Sei Nazioni e la Coppa del Mondo di rugby.
- David Auradou
- Abdelatif Benazzi
- Philippe Benetton
- Denis Charvet
- Michel Courtiols